# 相模貨物駅
相模貨物駅（さがみかもつえき）は、神奈川県中郡大磯町高麗三丁目にある日本貨物鉄道（JR貨物）の貨物駅。東海道本線に属し、複々線区間（東海道貨物線）上にある。

## 歴史
- 1971年（昭和46年）9月25日：平塚駅の貨物取扱業務を移管し、神奈川県中郡大磯町高麗に開業[1]。
- 1974年（昭和49年）10月1日：小荷物の取扱を開始[2]。
- 1978年（昭和53年）10月2日：小荷物の取扱を廃止[3]。
- 1979年（昭和54年）10月1日：東海道本線増設線（東海道貨物線）の使用が開始され、停車駅となる[4]。
- 1987年（昭和62年）4月1日：国鉄分割民営化によりJR貨物の駅となる。
- 1999年（平成11年）6月24日：駅構内の敷地にロイヤルホームセンターが開業。
- 2024年（令和6年）7月1日：構内にコンテナと一般トラックの積替ステーションを開設[5]。

## 駅構造
地上駅。東海道貨物線の北側に沿って、花水川西側まで広がる構内を持つ。駅の車両入換業務は神奈川臨海鉄道が受託している。
コンテナホームは3面5線ある。うち2面2線は上屋付きホームとなっている。ホームの南側は、仕分け線7線、着発線2線、貨物線上り本線、着発線2線、貨物線下り本線、旅客線上下本線の順に並んでいる。なお、着発線と仕分け線・荷役線は、平塚駅方面に伸びる1本の上り引上げ線と大磯駅方面に伸びる1本の下り引上線げを介して繋がっている。
このほか、平塚駅から分岐する専用線が、当駅分岐扱いとして1996年（平成8年）9月まで使用されていた（平塚駅#専用線を参照）。

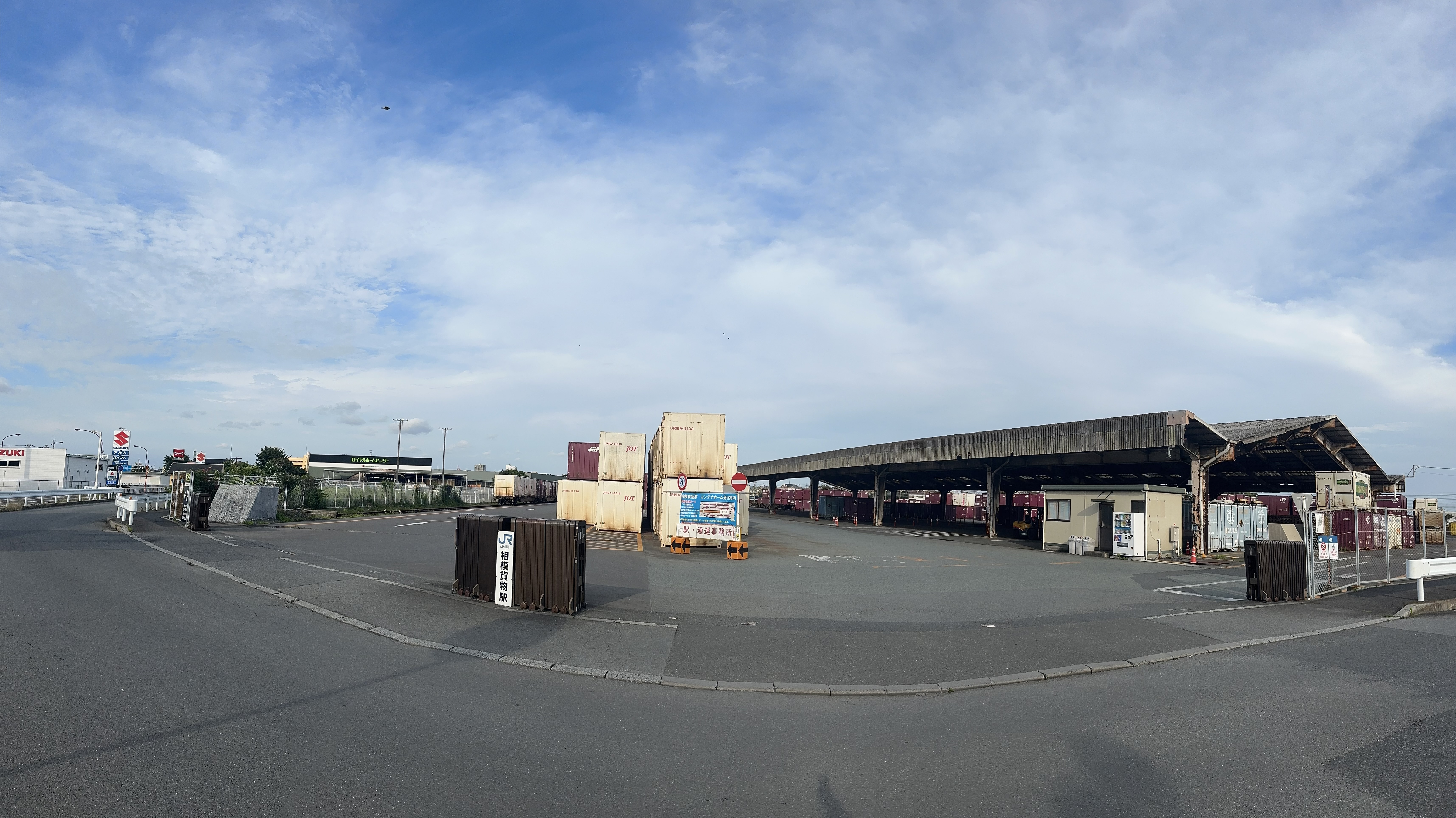
駅入口（2023年6月）
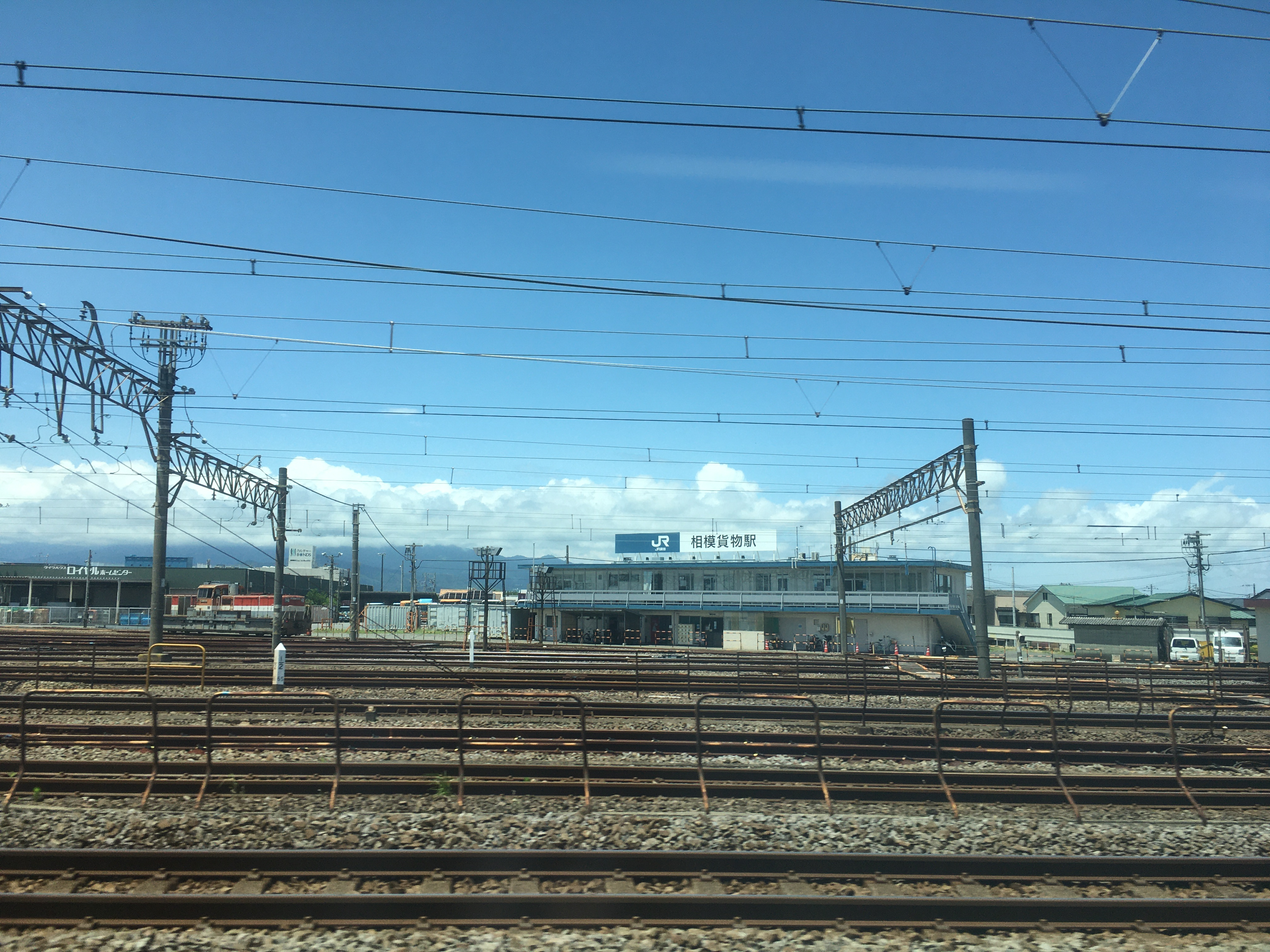
構内（2022年7月）

## 取扱貨物
- コンテナ貨物
  - 12ftコンテナ、20ft大型コンテナを取り扱う。
- 車扱貨物
  - 化学薬品（塩化カルシウム溶液）が速星駅から輸送されていたが、2008年（平成20年）3月限りで廃止された。荷役設備が特にあるというわけではなく、コンテナホームに貨車を据えつけ、そこに小型の化成品輸送トラックを横付けしてホースによって化学薬品を移し変えるという荷役方法であった。
- 産業廃棄物の取り扱い許可を得ている。

## 利用状況
近年の年間発着トン数は下記の通り。
| 年度   | 発送トン数 | 到着トン数 | 出典   |
| ------ | ---------- | ---------- | ------ |
| 1998年 |            |            |        |
| 1999年 | 174,155    | 176,251    | [ 6 ]  |
| 2000年 | 184,057    | 162,270    | [ 7 ]  |
| 2001年 | 187,187    | 169,775    | [ 8 ]  |
| 2002年 | 220,782    | 185,237    | [ 9 ]  |
| 2003年 | 265,163    | 215,987    | [ 10 ] |
| 2004年 | 252,037    | 205,969    | [ 11 ] |
| 2005年 | 252,188    | 210,629    | [ 12 ] |
| 2006年 | 242,493    | 215,927    | [ 13 ] |
| 2007年 | 250,802    | 206,010    | [ 14 ] |
| 2008年 | 229,627    | 186,678    | [ 15 ] |
| 2009年 | 218,144    | 163,864    | [ 16 ] |
| 2010年 | 210,718    | 169,719    | [ 17 ] |
| 2011年 | 190,126    | 171,380    | [ 18 ] |
| 2012年 | 203,400    | 171,825    | [ 19 ] |
| 2013年 | 210,027    | 166,870    | [ 20 ] |
| 2014年 | 198,639    | 165,548    | [ 21 ] |
| 2015年 | 214,468    | 174,153    | [ 22 ] |
| 2016年 | 221,378    | 161,376    | [ 23 ] |
| 2017年 | 225,546    | 174,934    | [ 24 ] |
| 2018年 | 201,087    | 170,494    | [ 25 ] |
| 2019年 | 201,074    | 159,811    | [ 26 ] |
| 2020年 |            |            |        |

## 駅周辺
- 花水川
- ロイヤルホームセンター湘南大磯店

## 隣の駅
東日本旅客鉄道（JR東日本）
東海道貨物線（旅客列車は全列車通過）
平塚駅 - 相模貨物駅 - 大磯駅